# Kärntner Hof
Le Kärntner Hof était un complexe d'immeubles de Vienne autour d'un passage avec un toit en verre au-dessus des trois étages, inspiré de la Galleria Vittorio Emanuele II à Milan.
Le complexe entre Führichgasse, Tegetthoffstraße Maysedergasse et Kärntner Straße est bâti là où se trouvait le Bürgerspital. L'architecte est Otto Thienemann. Parmi ces bâtiments, il y a l'Hôtel Astoria et l'immeuble de Riunione Adriatica. Le passage n'a rien à voir avec l'hôtel homonyme.

## Source de la traduction
- (de) Cet article est partiellement ou en totalité issu de l’article de Wikipédia en allemand intitulé « Kärntner Hof (Wien) » (voir la liste des auteurs).